# 剌只撒古鲁
剌只撒古鲁（?—?），简称只鲁，契丹后族。官至北府宰相。
只鲁是萧塔列葛的八世祖，唐朝安禄山来攻契丹，只鲁在黑山之阳作战，击败安禄山，以功为北府宰相，世预其选。辽太祖时，只鲁的曾孙台哂参与谋杀于越耶律释鲁，被没入弘义宫。只鲁的五世孙女嫁给了太子耶律倍。生下儿子辽世宗。辽世宗即位，大同元年（947年）八月壬午朔，尊母萧氏为皇太后，以太后族剌只撒古鲁为国舅帐，立详稳以总领。辽世宗的舅舅萧塔剌葛出籍，补国舅别部敞史。重熙十九年（1050年）十二月，萧塔剌葛的曾孙东京留守萧塔列葛为北府宰相。